# Salvatore (Andrea del Sarto)
Il Salvatore è un dipinto a olio su tavola (47x27 cm) di Andrea del Sarto, databile al 1525 circa e conservato nella basilica della Santissima Annunziata di Firenze.

## Storia
Il primo a ricordare l'opera fu Vasari. La datazione è incerta. Se Franckel e Wagner l'attribuirono alla prima maniera del pittore (ante 1514), Freedberg pensò al 1516 circa, Venturi e Sinibaldi al 1517, e il resto della critica al 1525 circa, vicino alla Madonna del Sacco.
Se ne conoscono almeno sette copie antiche: a Bergamo (collezione Locatelli), a Camloops negli Stati Uniti (British Columbia A.W. Greenwood), a Columbus nell'Ohio, a Firenze (sacrestia della Santissima Annunziata, residenza del priore della chiesa di San Felice a Ema e depositi degli Uffizi) e a San Pietroburgo (Ermitage).

## Descrizione e stile
L'opera copre il tabernacolo tra gli ex voto nel coretto della Cappella dell'Annunziata, la prima a sinistra di chi entra. Mostra il busto del Cristo risorto su sfondo scuro, riprodotto con una stretta inquadratura, volto di tre quarti verso destra e con lo sguardo rivolto direttamente allo spettatore. Le mani sono incrociate sul petto e mostrano i chiari segni della crocifissione.
Il rosso intenso della veste e il volto sfumano dolcemente nell'ombra dello sfondo, secondo una tecnica sperimentata da Leonardo da Vinci che ebbe un largo seguito, soprattutto a Firenze, Milano e Venezia. La mano del Sarto si riconosce nel tipo fisico di Gesù, nell'espressione malinconia e al tempo stesso intensa, nella sicurezza della pennellata e nel pathos della rappresentazione.